# Talsperre l’Aigle
Die Talsperre l’Aigle ist eine französische Talsperre, die sich an der Grenze der Départements Corrèze (Region Nouvelle-Aquitaine) und Cantal (Region Auvergne-Rhône-Alpes) befindet. Das Bauwerk staut den Oberlauf der Dordogne nördlich von Argentat zu einem 26 Kilometer langen Stausee. Die Anlage wurde zwischen 1941 und 1946 erbaut und ist mit einer Kraftwerksleistung von 349 MW eine der größten Frankreichs.

## Etymologie
Einer örtlichen Sage zufolge sollen in den Felsen oberhalb der Talsperre einst Adler (Französisch aigle) genistet haben.

## Geographie
Die Talsperre l’Aigle, Französisch Barrage de l’Aigle (übersetzt Talsperre des Adlers), liegt auf der rechten Flussseite der Dordogne im Gemeindegebiet von Soursac und linksseitig im Gemeindegebiet von Chalvignac. Die Dordogne bildet hier die Grenze zwischen dem Département Corrèze (rechtsseitig) und dem Département Cantal (linksseitig). Die am nächsten gelegene Stadt ist Mauriac 8 Kilometer weiter östlich. Nach Argentat im Südwesten sind es 28 Kilometer (Luftlinie).
Die Krone der Talsperre befindet sich auf einer Höhe von 344 Meter über dem Meer. Die umliegende peneplanierte Plateaulandschaft erreicht durchschnittliche Höhen von 550 bis 600 Meter. Die Dordogne fließt auf 260 Meter Meerhöhe, sie hat sich folglich um 300 Meter tief eingeschnitten.

## Geologie
Die Talsperre l’Aigle liegt auf dem kristallinen Grundgebirge des französischen Massif Central. Anstehend unter der Staumauer sind sehr resistente Orthogneise – der Aigle-Orthogneis. Die zu einer durchschnittlichen Breite von rund 400 Meter aufgestaute Dordogne hat sich nordöstlich der Talsperre sodann in Gneise (Biotit-Sillimanit-Gneis sowie Biotit-Sillimanit-Cordierit-Alkalifeldspat-Gneis) und Migmatite (Migmatit mit grünen Cordieritknollen)  eingeschnitten, welche der Serie der mittleren Dordogne angehören. Diese amphibolitfaziellen Metamorphite streichen hier vorwiegend Südost (N 135 – untergeordnet auch N 070) und fallen mit 35 bis 65 Grad nach Nordosten ein. Die Strecklineare verlaufen größtenteils Südost-Nordwest. Im äußersten Norden des Stausees wird noch der Ussel-Granit berührt.

## Geschichte
Der Entwurf der Talsperre geht auf André Coyne und André Decelle, dem späteren Generaldirektor der EDF von 1962 bis 1967, zurück. Die Bauarbeiten wurden von den beiden Architekten Brochet und Chabbert beaufsichtigt. Mit dem Bau wurde im Jahr 1941 begonnen. Der Abschluss der Arbeiten war für 1942 geplant, die Arbeiten wurden aber hinausgezögert, um das Bauwerk nicht an die deutsche Besatzungsmacht übergeben zu müssen. Die Talsperre wurde daher erst nach Kriegsende am 15. Oktober 1945 eingeweiht. Die Einheit 4 ging noch am gleichen Tag ans Netz, Einheit 3 folgte im Jahr 1947, Einheit 2 im Jahr 1950 und Einheit 1 erst im Jahr 1956. Die Talsperre erhielt im Jahr 1982 noch eine zusätzliche Einheit 6 hundert Meter flussabwärts der Staumauer.

## Beschreibung
Die Talsperre staut den Lauf der Dordogne, in den sich rechtsseitig die Triouzoune ergießt und linksseitig die Sumène und der Labiou einmünden.
Der Sperrentyp der Talsperre ist eine Bogengewichtsmauer, über die eine Straße verläuft. Die Mauer bildet einen senkrechtstehenden Zylinder mit 150 Meter Radius. Die beiden mit einem Engpass versehenen Hochwasserüberläufe münden in Becken, die aufgrund ihres Skischanzenprofils den Wasserstrahl mehr als 50 Meter von der Mauer weg dirigieren. Ihre Abflussmenge beträgt 4000 Kubikmeter pro Sekunde. Auf dem letzten schraubenförmigen Abschnitt wird der Wasserstrahl in eine nahezu senkrechte Ebene umgelenkt. Dieser spektakuläre Vorgang ermöglicht eine größtmögliche Zerstreuung der Wassermassen bei einer maximalen Kapazität von 3800 Kubikmeter pro Sekunde.
Der Stausee ist 25 km lang und hat eine Gesamtkapazität von 220 Millionen Kubikmeter bei einer Oberfläche von 750 Hektar. Die aufgestaute Maximalhöhe beträgt 80 m. Die Staumauer selbst ist 95 m hoch und besitzt eine Kronenlänge von 289 m. Sie weist an ihrer Basis eine Stärke von 47,5 m auf und reduziert sich dann zur 5,5 m dicken Krone.
Das halbkreisförmige Kraftwerk bildet mit der Talsperre und ihren beiden Überläufen ein homogenes Ganzes. Es gliedert sich in vier Einheiten, die mit senkrecht angeordneten Francis-Turbinen a 54 MW Nominalleistung ausgestattet sind. Im Jahr 1982 kam noch eine fünfte Einheit hinzu, deren Francis-Turbine 133 MW erzeugt. Die als G.6 bezeichnete Zusatzeinheit befindet sich in einem eigenen Gebäude auf der rechten Flussseite 100 Meter hinter der Staumauer und liegt auf dem Gebiet des Départements Corrèze. Das Umspannwerk des Kraftwerks liegt auf der Plateaufläche 500 Meter weiter westlich beim Weiler Le Breuil.
Die fünf Einheiten haben eine installierte Leistung von 349 MW. Die Talsperre l’Aigle stellt somit das leistungsstärkste Kraftwerk der EDF im Einzugsgebiet der Dordogne dar.
Im Zeitraum 2006 bis 2012 wurde die Talsperre zu einem Preis von 160 Millionen Euro gewartet.